# 微生物化学研究所
株式会社微生物化学研究所（びせいぶつかがくけんきゅうしょ、英: KyotoBiken Laboratories, INC）は、京都府宇治市に本部を置くささえあホールディングス株式会社傘下の企業である。
通称は京都微研（きょうとびけん）。動物用ワクチンの国内最大手。
抗生物質研究を行う財団法人微生物化学研究所（Institute of Microbial Chemistry, 東京都品川区）と区別するため、社名の下に「a manufacture of veterinary vaccines.」と記載されている。

## 概要
1948年（昭和23年）6月、京都府京都市上京区に設立し、同市伏見区で動物用ワクチンの製造を開始した。
2016年（平成28年）現在では牛用ワクチンにおいては60％を超える国内販売シェアを持つ。
2016年（平成28年）2月25日にオリックスは、同年4月をめどに発行済みの全株式を取得して買収することを発表した。
2016年（平成28年）9月の立ち入り検査で、動物用ワクチンなど67製品のうち55製品で、有効性確認試験の省略や結果の書き換えを行うなど国が承認した製造方法を順守していなかったことが発覚。
2016年（平成28年）12月16日に農林水産省から医薬品医療機器法に基づき、2016年（平成28年）12月21日から2017年（平成29年）1月29日まで40日間の業務停止命令と業務改善命令を受けた。

## 沿革
- 1948年（昭和23年） - 設立
- 1989年（平成元年）4月 - 北海道札幌市中央区に札幌事務所を開設
- 2002年（平成14年）4月 - 東京都千代田区に東京事務所を開設
- 2011年（平成23年）7月 - ベトナムに京都微研ハノイラボラトリーズを設立
- 2016年（平成28年）
  - 12月16日 - 農林水産省から医薬品医療機器法に基づき、40日間の業務停止命令と業務改善命令を受ける[1]
  - 12月21日 - 動物用ワクチンなど67製品のうち55製品の業務を停止[1]
- 2017年（平成29年）
  - 1月29日- 動物用ワクチンなど67製品のうち55製品の業務停止命令期間の最終日[1]

## 所在地
〒611-0041　京都府宇治市槇島町24、16番地

## 主な製品
2016年（平成28年）12月時点で動物用ワクチンなど67製品のうち55製品を製造。
- 牛用ワクチン
- 豚用ワクチン
- 鶏用ワクチン
- 愛玩動物用ワクチン
- 魚・馬・植物用ワクチン
- 動物用体外診断用医薬品（抗原・抗体の検出）
- 牛胚性判別試薬キット

## 受賞
- 2010年 産学官連携功労者表彰農林水産大臣賞：「植物ウイルス病ワクチンの開発と製品化」[3]